# Mansfield (Dakota Południowa)
Mansfield – jednostka osadnicza w Stanach Zjednoczonych, w stanie Dakota Południowa, w hrabstwie Brown.